# Anedonia sexual
Anedonia sexual, também conhecida como transtorno orgásmico, é uma condição na qual uma pessoa não consegue sentir prazer (ver anedonia) ao atingir um orgasmo. Acredita-se que seja uma variante do transtorno do desejo sexual hipoativo (DSH).

## Características
Normalmente, um ser humano é capaz de sentir prazer a partir de um orgasmo. Ao atingir o clímax, substâncias químicas são liberadas no cérebro e sinais motores são ativados, provocando ciclos rápidos de contração muscular nas áreas correspondentes tanto em homens quanto em mulheres. Às vezes, esses sinais podem resultar em outras contrações musculares involuntárias, como movimentos corporais e vocalização. Finalmente, durante o orgasmo, sinais neurais ascendentes alcançam o córtex cerebral, gerando sensações de prazer intenso. Pessoas que têm esse transtorno estão cientes de que podem atingir um orgasmo, pois sentem os efeitos físicos, mas experimentam prazer muito limitado ou nenhum tipo de prazer.

## Causas
Acredita-se que pessoas com anedonia sexual tenham uma disfunção na liberação do neurotransmissor dopamina no núcleo accumbens, o principal centro de recompensa do cérebro. Essa parte do cérebro é considerada desempenhar um papel em atividades prazerosas, como risadas, exercícios e música. Além disso, acredita-se que a depressão, a dependência química, níveis elevados de prolactina, baixos níveis de testosterona e o uso de certos medicamentos possam desempenhar um papel na inibição da dopamina. Ocasionalmente, uma lesão na medula espinhal ou a síndrome da fadiga crônica também podem causar esse transtorno. A faixa etária também pode ser uma causa desse distúrbio.
A anedonia sexual de início súbito também pode ser um sintoma de neuropatia sensorial, que é mais comumente o resultado da toxicidade da piridoxina (por exemplo, de grandes doses de suplementos de vitamina B6). Neste caso, a anedonia sexual resolve-se prontamente e espontaneamente assim que a suplementação de B6 é interrompida.[carece de fontes?]
O aumento da concentração sérica de prolactina (PRL)  no cérebro de pessoas sob tratamento medicamentoso também pode afetar a libido, a exemplo dos inibidores da recaptação de dopamina.  Com os níveis de prolactina elevados, quantidade normal de dopamina liberada durante o sexo é insuficiente para estimular o maior número de receptores de dopamina.

## Tratamento
Vários métodos de tratamento foram desenvolvidos para tratar a anedonia sexual. ajudar os pacientes a lidar com a situação. A investigação de fatores psicológicos é um método que inclui a exploração de traumas passados, abusos e proibições na história cultural e religiosa da pessoa. A terapia sexual também pode ser usada como uma forma de ajudar a realinhar e examinar as expectativas do paciente em relação ao orgasmo. As causas médicas contribuintes também devem ser descartadas e os medicamentos podem ter que ser trocados quando apropriado. Além disso, exames de sangue podem ajudar a determinar os níveis de hormônios e outras coisas na corrente sanguínea que podem inibir o prazer. Esta condição também pode ser tratada com medicamentos que aumentam a dopamina, como a ocitocina, entre outros medicamentos. Em geral, recomenda-se que uma combinação de tratamentos psicológicos e fisiológicos seja usada para tratar o distúrbio.
Outros medicamentos que podem ser úteis no tratamento desta condição englobam agonistas da dopamina, ocitocina, inibidores da fosfodiesterase tipo 5 e bloqueadores dos receptores alfa-2, como a ioimbina.